# 107-es busz (Budapest, 2014–2016)
A budapesti 107-es jelzésű autóbusz Újpalota, Nyírpalota út és a Bornemissza tér között közlekedett. A járatot a BKK megrendelésére a Budapesti Közlekedési Zrt. és a VT-Arriva közösen üzemeltette, mint szolgáltató.

## Története
2013. június 1-jén átszervezték a 7-es buszcsaládot, ekkor a 173E kiváltásának céljából a 7E-t Újpalota, Nyírpalota út végállomásig hosszabbították. Az eltérő utazási igények miatt minden busz megállítása a Tisza István téren és az Apolló utca megállóhelyen együttesen gazdaságtalannak bizonyult volna, ezért a 7E mellett létrejött a 107E gyorsjárat is, ami a Tisza István tér érintése nélkül, ám az Apolló utcánál megállva közlekedett (a 7E pedig ezzel ellentétesen). Megállókiosztásukban a 173E járatétól mindössze ebben az egy-egy többletmegállásban különböztek. Az M4-es metró 2014-es átadásához kapcsolódóan átalakult a felszíni járatok közlekedése, ezért a 107E március 28-án megszűnt, helyét a Kelenföld vasútállomás helyett a Bornemissza térig közlekedő új 107-es busz vette át, azonban a budai szakaszon minden megállóban megállt. 2016. június 3-án üzemzárással megszűnt, pótlására a 7-es buszt sűrűbb követéssel indították.

## Útvonala
| Újpalota, Nyírpalota út felé | Bornemissza tér felé |
| --- | --- |
| Bornemissza tér vá. – Tétényi út – Bartók Béla út – Szent Gellért tér – Szent Gellért rakpart – Erzsébet híd – Szabad sajtó út – Ferenciek tere – Kossuth Lajos utca – Rákóczi út – Baross tér – Thököly út – Bosnyák tér – Csömöri út – felüljáró – Drégelyvár utca – Nyírpalota út – Újpalota, Nyírpalota út vá. | Újpalota, Nyírpalota út vá. – Nyírpalota út – Drégelyvár utca – felüljáró – Csömöri út – Bosnyák tér – Thököly út – Baross tér – Rákóczi út – Kossuth Lajos utca – Ferenciek tere – Szabad sajtó út – Erzsébet híd – Szent Gellért rakpart – Szent Gellért tér – Bartók Béla út – Tétényi út – Bornemissza tér vá. |

## Megállóhelyei
| 107E (Újpalota, Nyírpalota út – Kelenföld vasútállomás) | 107E (Újpalota, Nyírpalota út – Kelenföld vasútállomás) | 107E (Újpalota, Nyírpalota út – Kelenföld vasútállomás) | 107E (Újpalota, Nyírpalota út – Kelenföld vasútállomás) | 107E (Újpalota, Nyírpalota út – Kelenföld vasútállomás) | 107E (Újpalota, Nyírpalota út – Kelenföld vasútállomás)                                                                                        | 107E (Újpalota, Nyírpalota út – Kelenföld vasútállomás) | 107E (Újpalota, Nyírpalota út – Kelenföld vasútállomás) |
| 107 (Újpalota, Nyírpalota út – Bornemissza tér)         | 107 (Újpalota, Nyírpalota út – Bornemissza tér)         | 107 (Újpalota, Nyírpalota út – Bornemissza tér)         | 107 (Újpalota, Nyírpalota út – Bornemissza tér)         | 107 (Újpalota, Nyírpalota út – Bornemissza tér)         | 107 (Újpalota, Nyírpalota út – Bornemissza tér)                                                                                                | 107 (Újpalota, Nyírpalota út – Bornemissza tér) | 107 (Újpalota, Nyírpalota út – Bornemissza tér)         |
| Perc (↓)                                                | Perc (↓)                                                | Megállóhely                                             | Perc (↑)                                                | Perc (↑)                                                | Átszállási kapcsolatok | Átszállási kapcsolatok |                                                         |
| 107E                                                    | 107                                                     | Megállóhely                                             | 107                                                     | 107E                                                    | a 107E megszűnésekor | a 107-es megszűnésekor |                                                         |
| ------------------------------------------------------- | ------------------------------------------------------- | ------------------------------------------------------- | ------------------------------------------------------- | ------------------------------------------------------- | --- | --- | ------------------------------------------------------- |
| 0                                                       | 0                                                       | Újpalota, Nyírpalota út végállomás (107, 107E)          | 44                                                      | 38                                                      | 7, 7E, 46, 130, 146 | 7, 7E, 46, 130, 133, 146, 233 |                                                         |
| 1                                                       | 1                                                       | Vásárcsarnok                                            | 43                                                      | 37                                                      | 7, 7E, 46, 96, 130, 146, 196, 196A, 296 69 | 7, 7E, 46, 96, 130, 133, 146, 196, 196A, 233, 296, 296A 69 |                                                         |
| 3                                                       | 3                                                       | Fő tér                                                  | 42                                                      | 36                                                      | 7, 7E, 46, 96, 130, 146, 196, 196A, 224, 296 69                                                                                                | 7, 7E, 46, 96, 130, 133, 146, 196, 196A, 224, 233, 296, 296A 69                                                                                                |                                                         |
| 4                                                       | 4                                                       | Apolló utca                                             | 40                                                      | 34                                                      | 7, 224, 231, 277 | 7, 133, 224, 231, 233, 277 |                                                         |
| 5                                                       | 5                                                       | Molnár Viktor utca                                      | 39                                                      | 33                                                      | 7, 7E, 277 | 7, 7E, 133, 233, 277 |                                                         |
| 9                                                       | 9                                                       | Bosnyák tér                                             | 35                                                      | 29                                                      | 7, 7A, 7E, 32, 124, 125, 133E, 233E, 277 3, 62, 62A                                                                                            | 7, 7E, 32, 110, 112, 124, 125, 133, 233, 239, 277 3, 62, 62A                                                                                                   |                                                         |
| ∫                                                       | 11                                                      | Tisza István tér                                        | 33                                                      | ∫                                                       | Nem állt meg | 7, 110, 112, 133, 233, 239 82 |                                                         |
| 13                                                      | 14                                                      | Zugló vasútállomás                                      | 30                                                      | 25                                                      | 5, 7, 7A, 7E, 133E, 233E 1, 1A 72 Budapest-Zugló                                                                                               | 5, 7, 7E, 110, 112, 133, 233, 239 1 72 S20 , S21 , S50 , Z50 , S51 , IC, sebesvonat, gyorsvonat                                                                |                                                         |
| 18                                                      | 19                                                      | Keleti pályaudvar M                                     | 25                                                      | 20                                                      | 5, 7, 7A, 7E, 20E, 30, 30A, 133E, 178, 230, 233E 24 73, 76, 78, 79, 80, 80A Budapest-Keleti                                                    | 5, 7, 7E, 8, 20E, 30, 30A, 110, 112, 133, 178, 230, 233, 239 24 73, 76, 78, 79, 80, 80A 1102 X10 , S60 , G60 , Z60 , S80 , IC, EC, EN, sebesvonat, gyorsvonat, |                                                         |
| 21                                                      | 22                                                      | Blaha Lujza tér M                                       | 22                                                      | 17                                                      | 5, 7, 7A, 7E, 99, 133E, 178, 217E, 233E 4, 6, 28, 28A, 37, 37A, 62 74                                                                          | 5, 7, 7E, 8, 99, 110, 112, 133, 178, 217E, 233, 239 4, 6, 28, 28A, 37, 37A, 62 74                                                                              |                                                         |
| ∫                                                       | 25                                                      | Astoria M                                               | 19                                                      | ∫                                                       | Nem állt meg | 5, 7, 8, 9, 15, 110, 112, 115, 133, 178, 233, 239 47, 47B, 48, 49 74                                                                                           |                                                         |
| 25                                                      | 27                                                      | Ferenciek tere M                                        | 17                                                      | 13                                                      | 5, 7, 7A, 7E, 8, 15, 112, 133E, 178, 233E, 239                                                                                                 | 5, 7, 8, 110, 112, 133, 178, 233, 239 |                                                         |
| ∫                                                       | 29                                                      | Rudas Gyógyfürdő                                        | 15                                                      | ∫                                                       | Nem állt meg | 7, 8, 110, 112, 178, 233 19, 41, 56, 56A |                                                         |
| ∫                                                       | 32                                                      | Szent Gellért tér M (Szent Gellért tér)                 | 12                                                      | ∫                                                       | Nem állt meg | 7, 133, 233 19, 41, 47, 47B, 48, 49, 56, 56A |                                                         |
| 30                                                      | 34                                                      | Móricz Zsigmond körtér M (Móricz Zsigmond körtér)       | 10                                                      | 8                                                       | 7, 7A, 7E, 27, 33, 40, 40E, 153, 188E, 240, 240E 6, 18, 19, 41, 47, 49, 61                                                                     | 7, 27, 33, 240, 253 6, 17, 19, 41, 47, 47B, 48, 49, 56, 56A, 61                                                                                                |                                                         |
| 32                                                      | 36                                                      | Kosztolányi Dezső tér                                   | 8                                                       | 6                                                       | 7, 7A, 7E, 53, 86, 87, 87A, 114, 150, 150E, 153, 172E, 187, 212, 213, 214, 240E, 250, 272 19, 49 Távolsági járatok                             | 7, 53, 86, 114, 150, 153, 153A, 154, 212, 213, 214, 240, 252 19, 49                                                                                            |                                                         |
| ∫                                                       | 38                                                      | Karolina út                                             | 6                                                       | ∫                                                       | Nem állt meg | 7, 114, 153, 153A, 154, 213, 214 19, 49 |                                                         |
| 34                                                      | 39                                                      | Szent Imre Kórház                                       | 4                                                       | 4                                                       | 7, 7A, 7E, 114, 213, 214 | 7, 114, 153, 153A, 154, 213, 214 |                                                         |
| ∫                                                       | 40                                                      | Tétényi út 30.                                          | 3                                                       | ∫                                                       | Nem állt meg | 7, 114, 153, 153A, 154, 213, 214 |                                                         |
| 36                                                      | 42                                                      | Bikás park M (Kelenföld, városközpont)                  | 2                                                       | 2                                                       | 7, 7A, 7E, 103, 114, 213, 214 | 7, 103, 114, 153, 153A, 154, 213, 214 689, 691 |                                                         |
| 37                                                      | ∫                                                       | Bártfai utca                                            | ∫                                                       | 1                                                       | 7E, 103 | Nem érintette |                                                         |
| 38                                                      | ∫                                                       | Kelenföld vasútállomás végállomás (107E)                | ∫                                                       | 0                                                       | 7E, 103, 141 19, 49 710, 711, 712, 715, 720, 721, 722, 723, 725, 731, 732, 734, 735, 736, 737, 760, 761, 762, 763, 767, 778 Budapest-Kelenföld | Nem érintette |                                                         |
| ∫                                                       | 43                                                      | Puskás Tivadar utca                                     | 1                                                       | ∫                                                       | Nem érintette | 7, 153, 153A, 213 |                                                         |
| ∫                                                       | 44                                                      | Bornemissza tér végállomás (107)                        | 0                                                       | ∫                                                       | Nem érintette | 7, 153, 153A, 213 |                                                         |

## Képgaléria

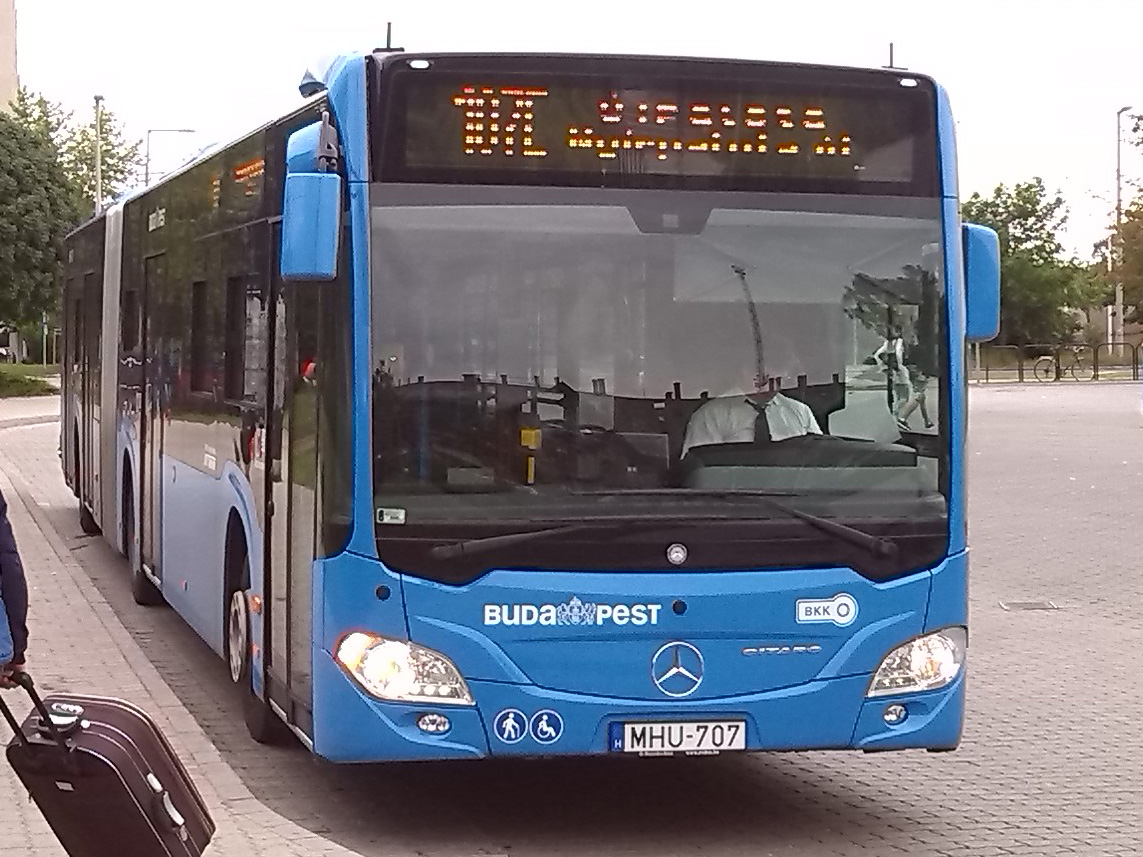
Korábban 107E és...
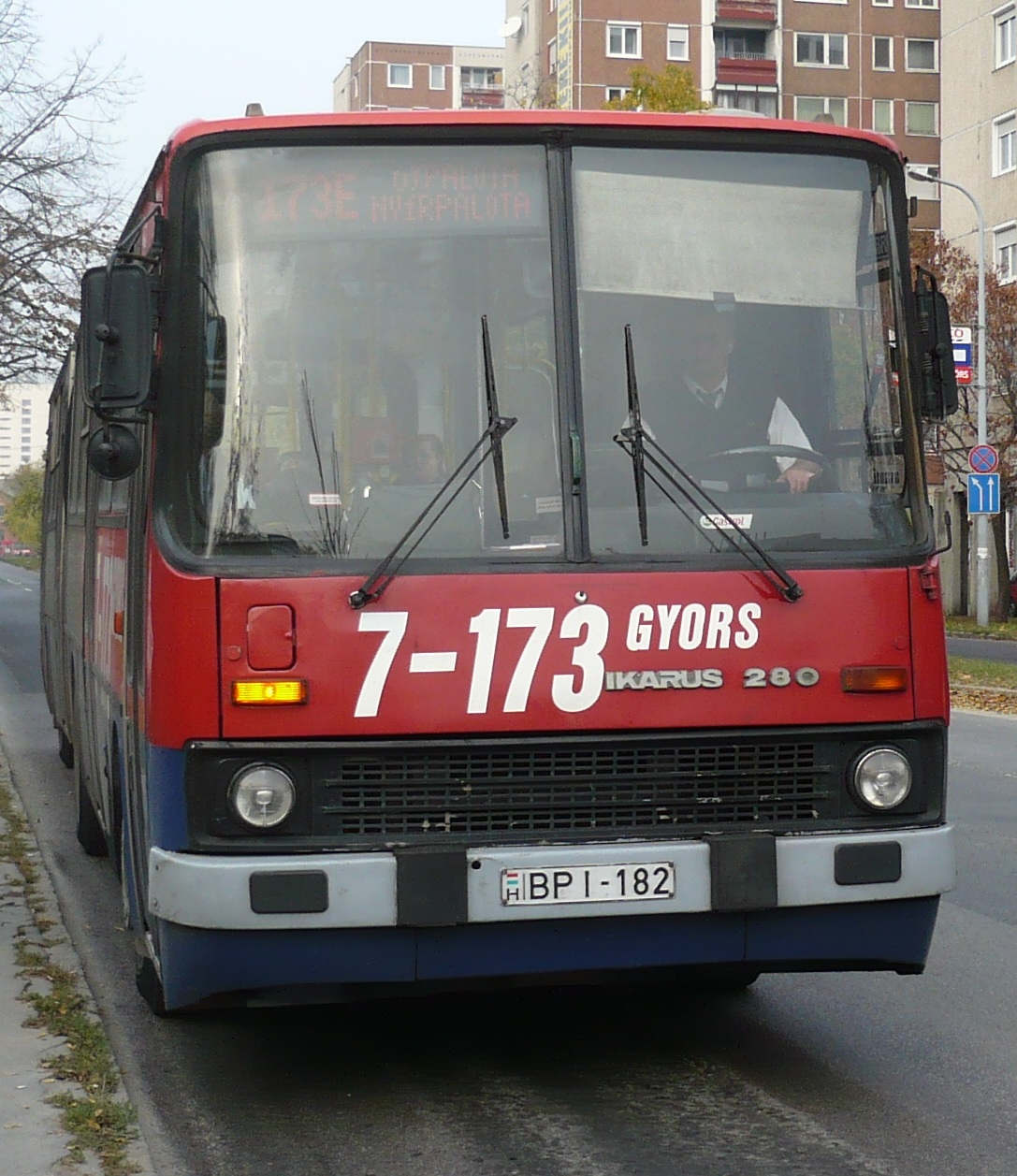
...173E jelzéssel is közlekedett
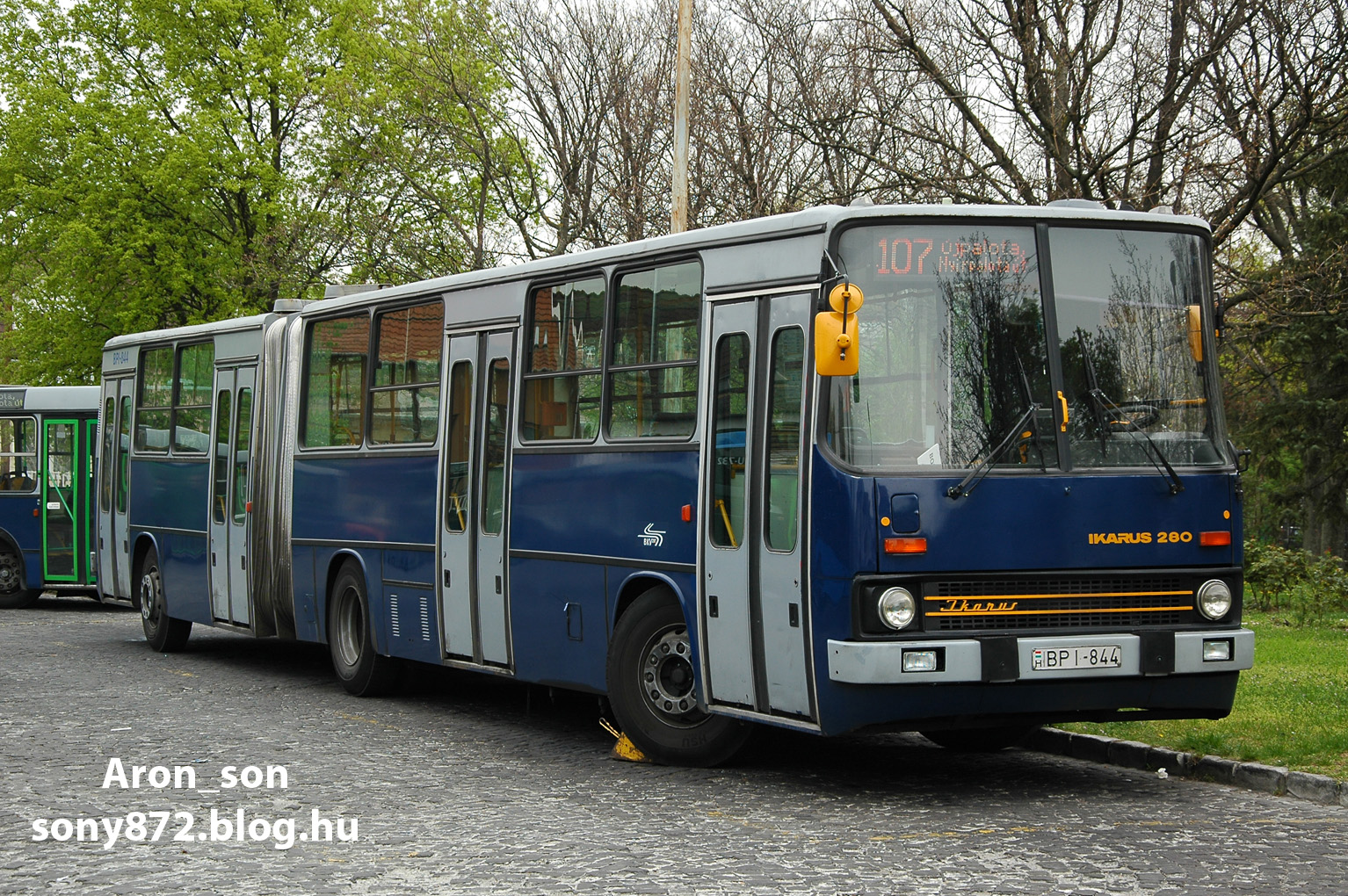
Ikarus 280 a Bornemissza téren
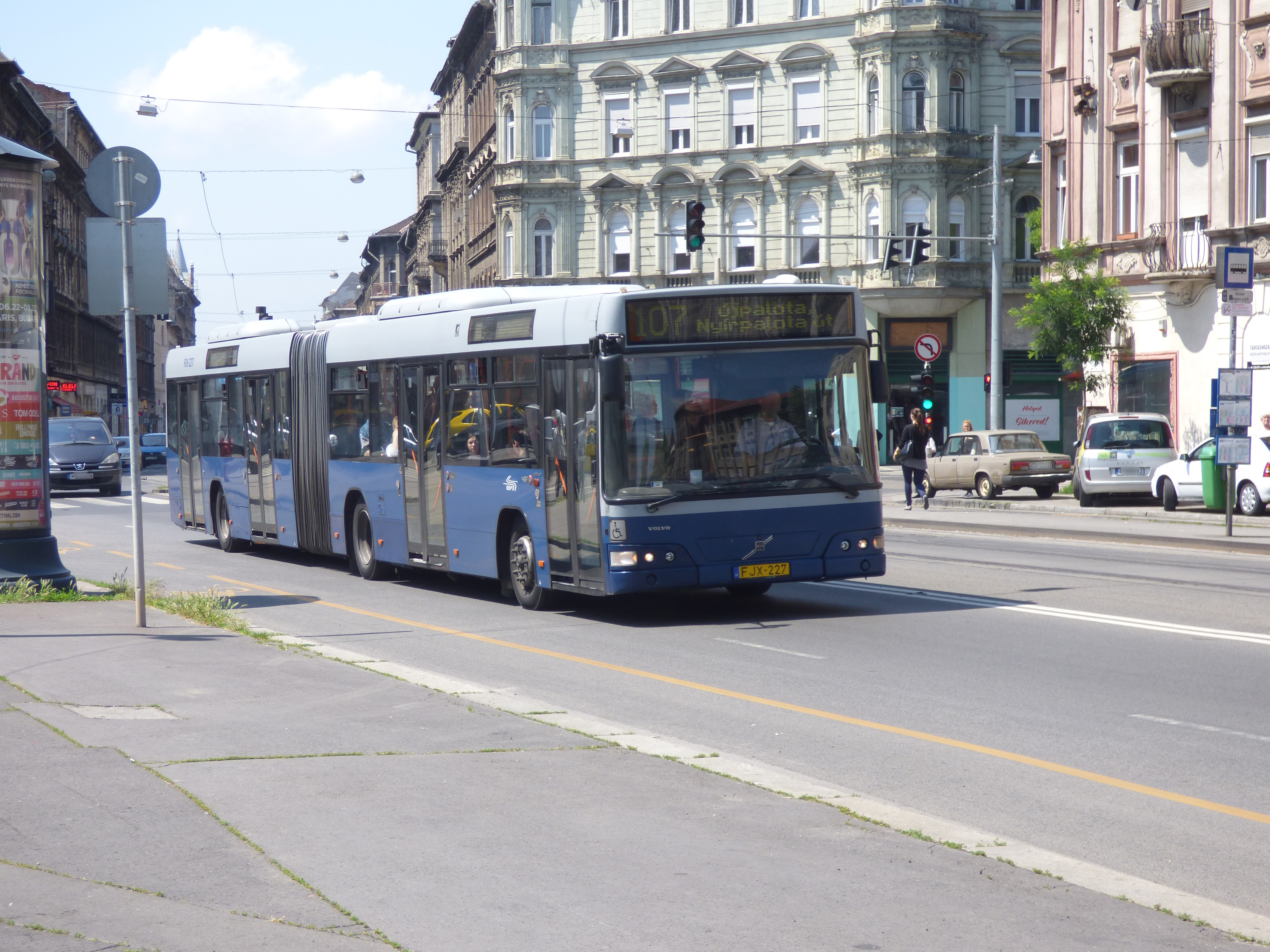
Volvo 7700A a Thököly úton
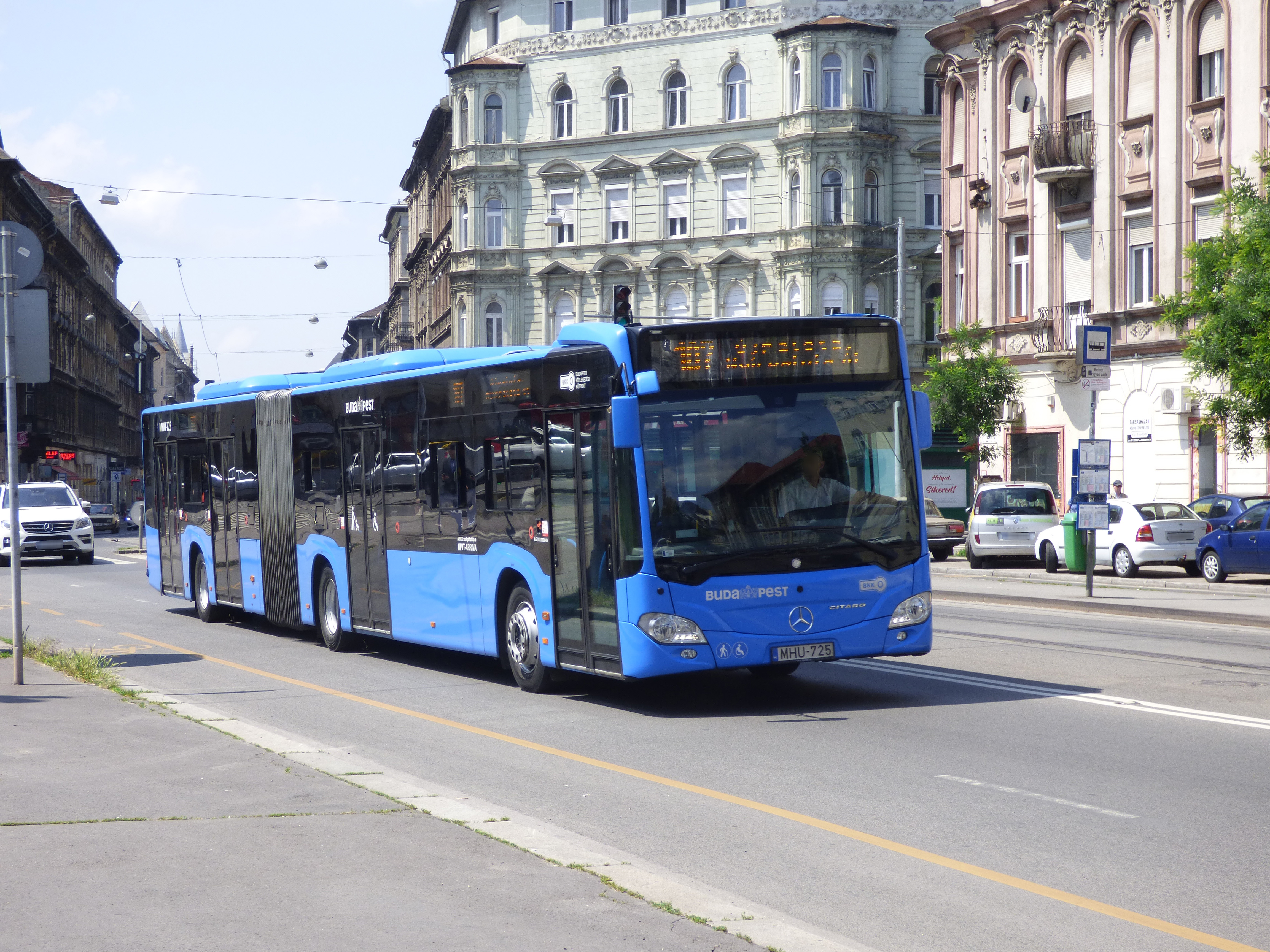
MB Citaro a Reiner Frigyes parknál